# 22105 Pirko
22105 Pirko (tên chỉ định: 2000 LS36) là một tiểu hành tinh vành đai chính, được phát hiện ngày 11 tháng 6 năm 2000. Nó được đặt theo tên Richard G. Pirko.